# Martín de Jesús Castillo
Martín de Jesús Castillo Sánchez (9 de junio de 1988, Salamaca, Guanajuato, México) es un futbolista mexicano, juega como defensa y actualmente se encuentra sin equipo.

## Estadísticas

### Clubes
Actualizado al último partido jugado el 21 de noviembre de 2015.
| Poetroleros · México                                                          | 3.ª                 | 2007-08             | 25  | 5  | -  | - | - | - | 25  | 5  | 0,20 |
| Poetroleros · México                                                          | 3.ª                 | 2008-09             | 31  | 12 | -  | - | - | - | 31  | 12 | 0,39 |
| Poetroleros · México                                                          | Total               | Total               | 56  | 17 | 0  | 0 | 0 | 0 | 56  | 17 | 0,30 |
| C. F. La Piedad · México                                                      | 2.ª                 | 2009-10             | 19  | 0  | -  | - | - | - | 19  | 0  | 0,00 |
| C. F. La Piedad · México                                                      | 2.ª                 | 2010-11             | 8   | 0  | -  | - | - | - | 8   | 0  | 0,00 |
| C. F. La Piedad · México                                                      | Total               | Total               | 27  | 0  | 0  | 0 | 0 | 0 | 27  | 0  | 0,00 |
| C. F. Cuautitlán · México                                                     | 3.ª                 | 2012-13             | 32  | 2  | -  | - | - | - | 32  | 2  | 0,06 |
| C. F. Cuautitlán · México                                                     | Total               | Total               | 32  | 2  | 0  | 0 | 0 | 0 | 32  | 2  | 0,06 |
| Alebrijes · México                                                            | 2.ª                 | 2013-14             | 24  | 1  | 14 | 0 | - | - | 38  | 1  | 0,03 |
| Alebrijes · México                                                            | 2.ª                 | 2014-15             | 20  | 0  | 7  | 0 | - | - | 27  | 0  | 0,00 |
| Alebrijes · México                                                            | 2.ª                 | 2015-16             | 15  | 2  | 1  | 0 | - | - | 16  | 2  | 0,13 |
| Alebrijes · México                                                            | Total               | Total               | 59  | 3  | 22 | 0 | 0 | 0 | 81  | 3  | 0,04 |
| Total en su carrera                                                           | Total en su carrera | Total en su carrera | 174 | 22 | 22 | 0 | 0 | 0 | 196 | 22 | 0,11 |
| (1) Incluye datos de Copa México. (3) No incluye goles en partidos amistosos. |                     |                     |     |    |    |   |   |   |     |    |      |